# 17492 Hippasos
17492 Hippasos è un asteroide troiano di Giove del campo troiano. Scoperto nel 1991, presenta un'orbita caratterizzata da un semiasse maggiore pari a 5,1427927 UA e da un'eccentricità di 0,0674169, inclinata di 29,19887° rispetto all'eclittica.
L'asteroide è dedicato a Ippaso, figlio di Priamo.